# 西岡詩穂
西岡 詩穂（にしおか しほ、1989年2月23日 - ）は、日本のフェンシング（フルーレ）選手。

## 経歴
12歳でフェンシングを始め、日本女子体育大学に入学。
2012年ロンドンオリンピックの個人種目では、香港のリン・ポ・フンを第1ラウンドで破り、8-14で5度のオリンピックメダリストであるイタリアのバレンチナ・ベッツァーリに敗れた。団体戦では、日本は1回戦でロシアに17対45で敗れ、ランキングマッチで7位となった。西岡は団体戦ではロシアとの試合しか出場していない。
2016年リオデジャネイロオリンピックでは、女子団体がなかったため、個人のフルーレのみ出場した。